# کاراماخی

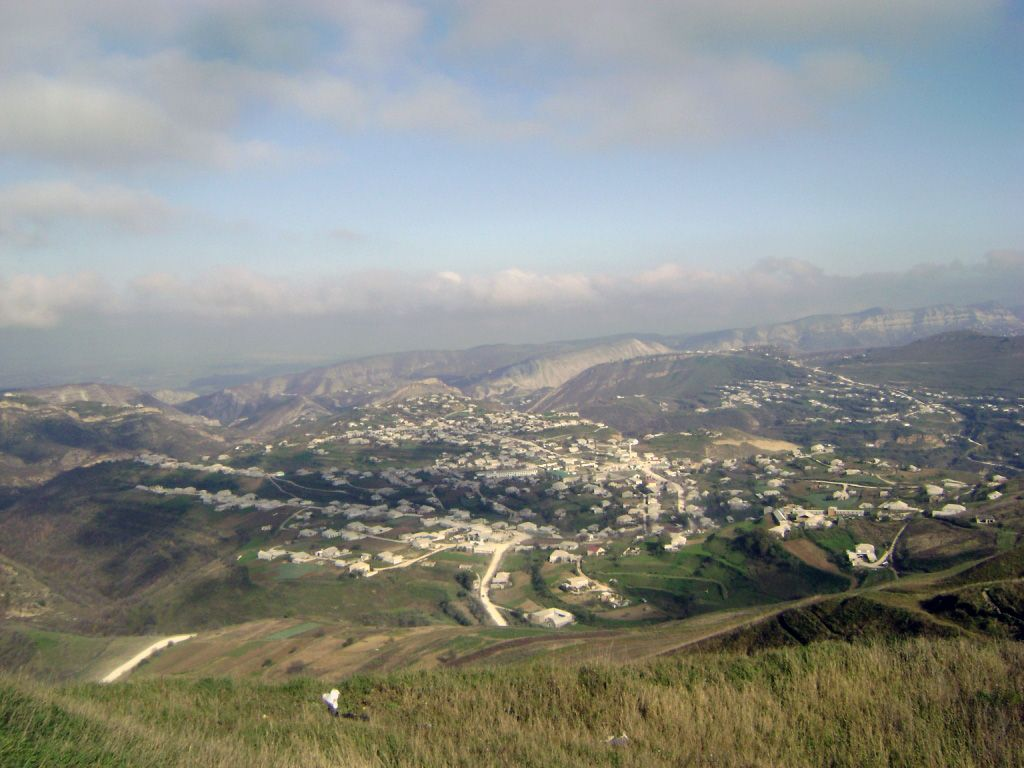
نمایی از منطقهٔ مسکونی کاراماخی در داغستان، روسیه - ۲۰۲۳

کاراماخی (روسی: Карамахи) یک منطقهٔ مسکونی در روسیه است که در داغستان واقع شده‌است.